# Koziegłówki
Koziegłówki ist eine Ortschaft mit einem Schulzenamt der Stadt-und-Land-Gemeinde Koziegłowy im Powiat Myszkowski der Woiwodschaft Schlesien in Polen.

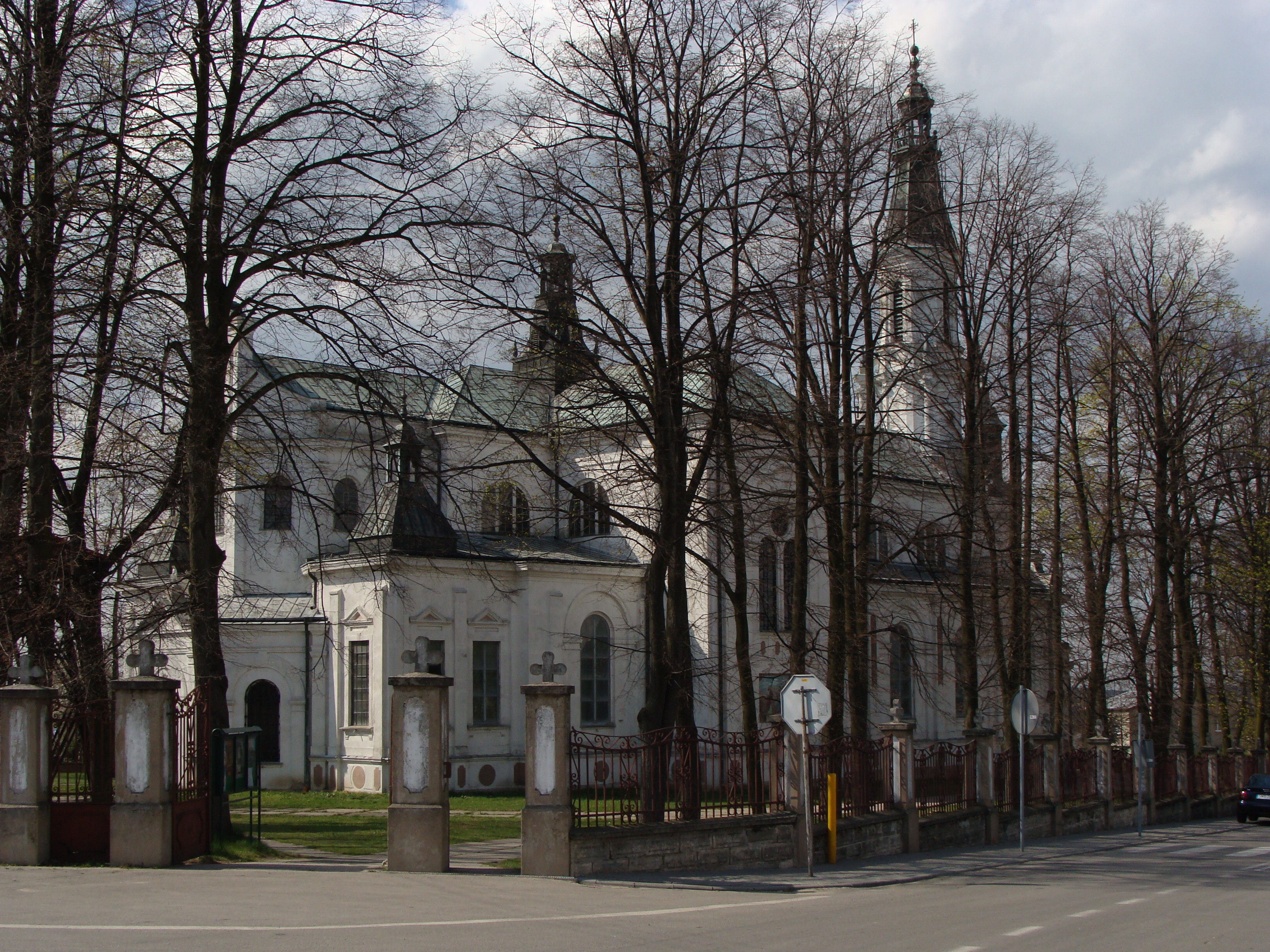
Ortskirche

## Geschichte
Der Ortsname Koziegłówki ist eine diminutive Form des Namens der Stadt Koziegłowy, es handelt sich um den ursprünglichen Ort und die Pfarrei, die im Peterspfennigregister des Jahres 1326 im Dekanat Sławków (Slavcoviensis) des Bistums Krakau als Cosseglow erstmals urkundlich erwähnt wurden. Erst später wurde die Burg Cozeglowy im Jahr 1383 und danach die Stadt Cozeglowy im Jahr 1400 erwähnt. Das Dorf wird von Jan Długosz mit dem lateinischen Namen Antiqua Kozyeglowy bzw. Stare Kozyeglowi in der Liber beneficiorum dioecesis Cracoviensis (1470 bis 1480) erwähnt, im Jahr 1494 folgte die Erwähnung von Antiqua Kozeglowki. Der Ortsname ist vom *Kozia Głowa, wörtlich Ziegenkopf, abgeleitet. Es ist möglich, dass er metaphorisch ein hügeliges Gebiet bezeichnet.
Der Ort liegt im Gebiet um Siewierz, das um 1177 aus dem Herzogtum Krakau bzw. Kleinpolen ausgegliedert wurde und an das schlesische Herzogtum Ratibor fiel, ab 1337 gehörte Siewierz zum Herzogtum Teschen unter Lehnsherrschaft des Königreichs Böhmen. Das Herzogtum Siewierz mit dem Dorf Cozeglowy wurde im Jahr 1443 vom Teschener Herzog Wenzel I. dem Krakauer Bischof Zbigniew Oleśnicki verkauft. Um das Jahr 1600 umfasste die Pfarrei die Ortschaften: Kuźnica Stara, Lgota, Markowice, Mysłów, Rzeniszów und Winowno.
Erst 1790 wurde das Herzogtum Siewierz formal an das Königreich Polen-Litauen angegliedert und war der Woiwodschaft Krakau administrativ angegliedert. Nach der dritten Teilung Polens von 1795 bis 1807 gehörte das Dorf zu Neuschlesien. 1807 kam es ins Herzogtum Warschau und 1815 ins neu entstandene russisch beherrschte Kongresspolen.
Nach dem Ende des Ersten Weltkriegs kam Koziegłówki zu Polen, Woiwodschaft Kielce. Beim Überfall auf Polen 1939 wurde das Gebiet von den Deutschen besetzt und dem Landkreis Warthenau im neuen „Ostoberschlesien“ zugeordnet.
Von 1975 bis 1998 gehörte Koziegłówki zur Woiwodschaft Częstochowa.